# Nusalala brachyptera
Nusalala brachyptera är en insektsart som beskrevs av Oswald 1997. Nusalala brachyptera ingår i släktet Nusalala och familjen florsländor. Inga underarter finns listade i Catalogue of Life.